# Идальго, Матильда
Матильда Идальго де Просель (29 сентября 1889, Лоха — 20 февраля 1974, Гуаякиль или Q6095511?) — эквадорский врач, поэтесса и активистка. Матильда была первой женщиной, воспользовавшейся в Эквадоре (и вообще в Латинской Америке) правом голоса, а также первой, получившей степень доктора медицины. Идальго боролась за признание прав женщин и теперь известна как одна из самых важных женщин в истории Эквадора. В юном возрасте она освоила навыки чтения и письма, а также игру на фортепиано. В 1973 году её парализовало от инсульта, и она умерла в Гуаякиле 20 февраля 1974 года.

## Биография
Матильда Идальго Наварро де Просель стала первой женщиной, окончившей среднюю школу в Эквадоре, первой женщиной, проголосовавшей на выборах в Латинской Америке, и первой женщиной, занявшей выборную должность в своей стране.
Она родилась у Хуана Мануэля Идальго и Кармен Наварро в Лохе, была одной из шести детей в семье. После смерти отца её матери пришлось работать швеёй. Матильда училась в школе Непорочного Зачатия сестер милосердия.
По окончании шестого класса Матильда сказала своему старшему брату Антонио, что хочет продолжить учёбу. Антонио обратился с просьбой в светскую среднюю школу Colegio Bernardo Valdivieso. Обдумав вопрос в течение месяца, директор школы Анхель Рубен Охеда согласился принять её, однако реакция местных жителей была не столь положительной. Местный священник заставлял её слушать мессу в двух шагах от входа в церковь, матери запрещали своим дочерям дружить с ней. Тем не менее, мать Матильды стойко её защищала, и, несмотря на все препятствия, 8 октября 1913 года Матильда стала первой женщиной, окончившей в Эквадоре среднюю школу.
При подаче заявления в Центральный университет Эквадора ей изначально было отказано из-за того, что она женщина. По словам декана медицинского факультета, ей нужно было сосредоточиться на строительстве дома и рождении детей. В 1919 году Матильда поехала в Азуай и в конце концов с отличием окончила медицинский факультет Университета Куэнки. В 1921 году она вернулась в Кито, в Центральный университет Эквадора, и благодаря наличию степени бакалавра была принята в докторантуру. Она стала первой женщиной в Эквадоре, получившей докторскую степень.
Два года спустя Матильда вышла замуж за адвоката Фернандо Просела, и у них родилось двое детей, Фернандо и Гонсало Просель. Фернандо стал врачом, а Гонсало — архитектором.
В 1974 году в возрасте 85 лет она умерла от осложнений после перенесенного ранее инсульта в Гуаякиле, Эквадор. После её смерти в Лохе был создан музей её памяти и достижений.

## Профессиональная деятельность и избирательное право
Во время президентства Хосе Луиса Тамайо Матильда объявила, что собирается голосовать на эквадорских президентских выборах 1924 года, что в те времена женщинам было делать запрещено. Вопрос был поставлен на рассмотрение министров, и в конечном итоге решение было принято в её пользу. 9 июня 1924 года Матильда Идальго проголосовала в Лохе, Эквадор, став первой женщиной в Латинской Америке, воспользовавшейся своим конституционным правом голоса на национальных выборах, и сделав Эквадор первой страной на континенте, предоставившей женщинам право голоса.
Матильда стала первой избранной членом совета Мачалы и первым вице-президентом Совета Мачалы. В 1941 году она стала первой женщиной-кандидатом и первой избранной женщиной-государственным администратором в Лохе, городе, который когда-то ужасался её амбициям, с титулом «помощник депутата».
Матильда практиковала медицину в Гуаякиле до 1949 года, когда она получила стипендию для изучения педиатрии, неврологии и диетологии в Аргентине.

## Награды и признание
- Первая женщина, получившая степень бакалавра как в Лохе, так и в стране в целом.
- Первая женщина, получившая лицензию в Медицинском университете Азуая (сегодня Университет Куэнки)
- Первая докторская степень в области медицины Университета Кито
- Первая женщина-профессиональный академик в стране.
- Первая женщина-избирательница в Латинской Америке.
- Первая женщина-вице-президент муниципального совета.
- Национальная премия за заслуги, присуждённая указом президента в 1956 году.
- Дань уважения от города Лоха, титул «Прославленной женщины» (Mujer Ilustre, 1966).
- Национальная премия за заслуги перед Министерством здравоохранения, присужденная министром здравоохранения Эквадора (1971).
- Вице-президент Дома эквадорской культуры[6]
- Почётный пожизненный президент Эквадорского Красного Креста в Эль-Оро[6].

## Стихи
В книге Matilde Hidalgo of Prócel, Biography and Poetry Book собрано двадцать стихов Матильды. Известно, что она написала свои первые стихи, когда училась в средней школе и в колледже, и писала на такие темы, как культ науки, восхищение природой, восхваление людей или дат, преданность Деве Марии, некоторые стихи были о любви и на тему женщин.

## Членство
- Медицинская федерация Эквадора (член-основатель)
- Хирургическая ассоциация Кито (член-основатель)
- Пресс-круг Кито
- Мачалский женский институт культуры
- Комитет женщин Красного Креста в Эль-Оро.
- Дом эквадорской культуры, центр Эль-Оро.
- Комитет женщин-львов Мачалы.
- Медицинское общество Эквадора.
- Общество женщин-врачей Гуаяса.
- Национальная федерация журналистов.
- Колледж врачей Эль-Оро.
- Союз американок, UMA.
- Национальный союз эквадорок, UNME.
- Панамериканская медицинская ассоциация (ПАМА), Эквадорское отделение.
- Хирургическое общество Бенемерита Гуаяса

## Память
В 2004 году Сезар Карминьяни, кино- и телережиссёр, снял фильм «Matilde, la dama del siglo». Спустя почти десять лет Карминьяни снял новый фильм о Матильде, «La dama invencible». Фильм показывает её жизнь между 1907 и 1924 годами, когда она жила в Мачале.
21 ноября 2019 года Google отметил её дудлом Google в честь её 130-летия.
В честь неё названа женская премия.